# Con lai ngan vịt
Con lai ngan vịt (hay vịt Mulard) hay còn gọi là cà sáy là con lai được tạo ra từ phương pháp lai xa (lai khác loài) giữa ngan (ngan nhà) và vịt (vịt nhà) tạo ra loài hỗn chủng. Con lai ngan vịt sinh ra thường bất dục, không có khả năng sinh sản, chỉ được sử dụng để nuôi thương phẩm (nuôi lấy thịt hoặc nhồi vỗ béo lấy gan).

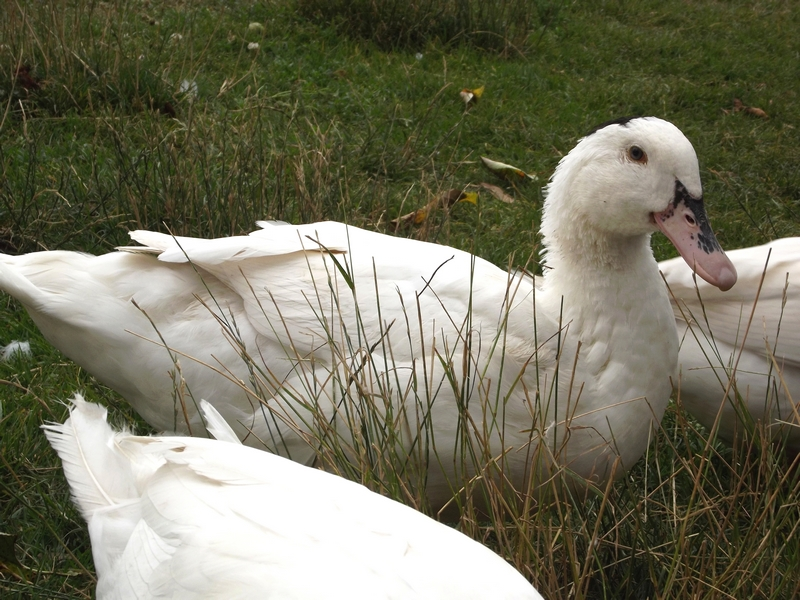
Ngan lai vịt

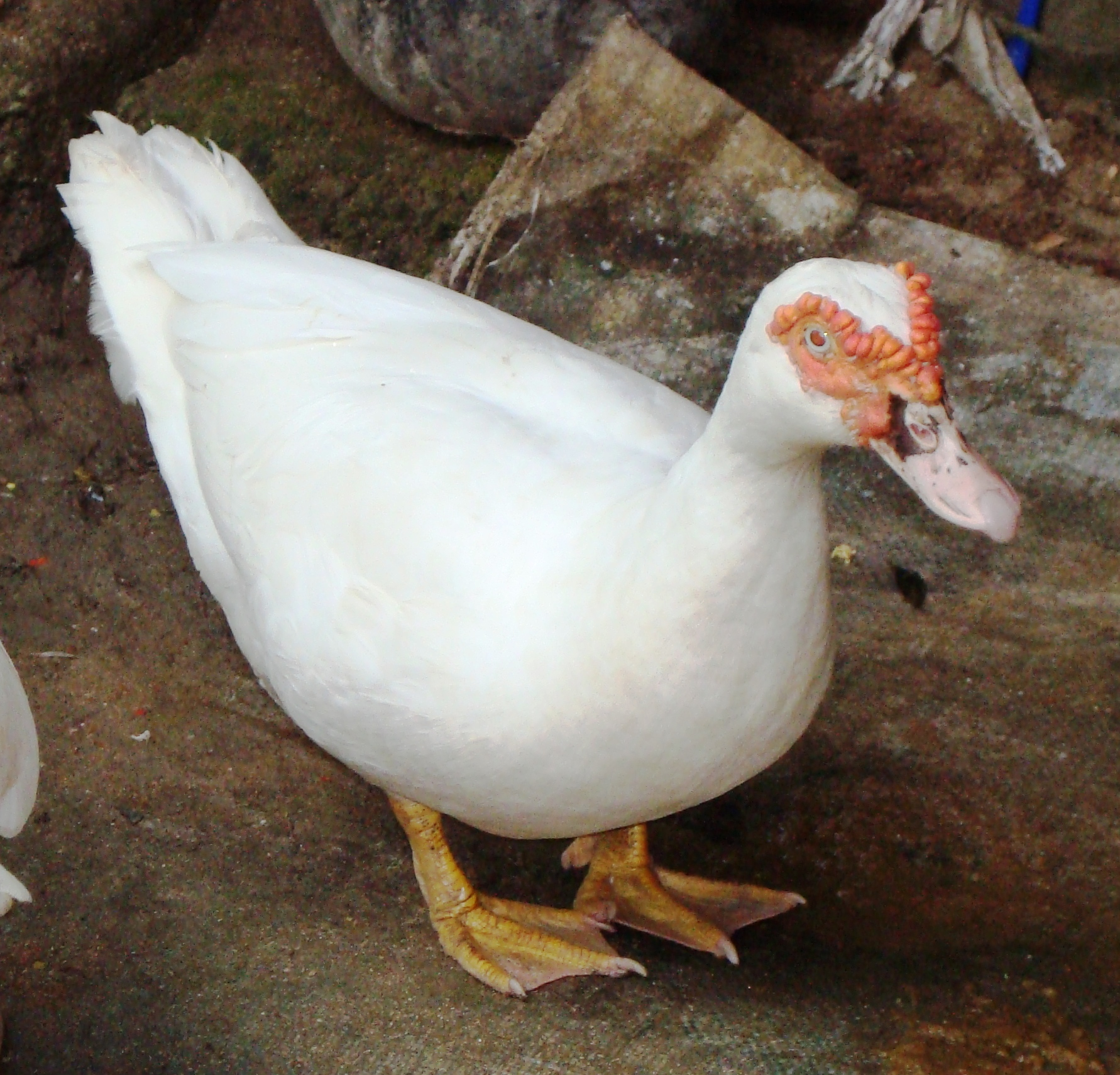
Vịt lai ngan

## Đặc điểm

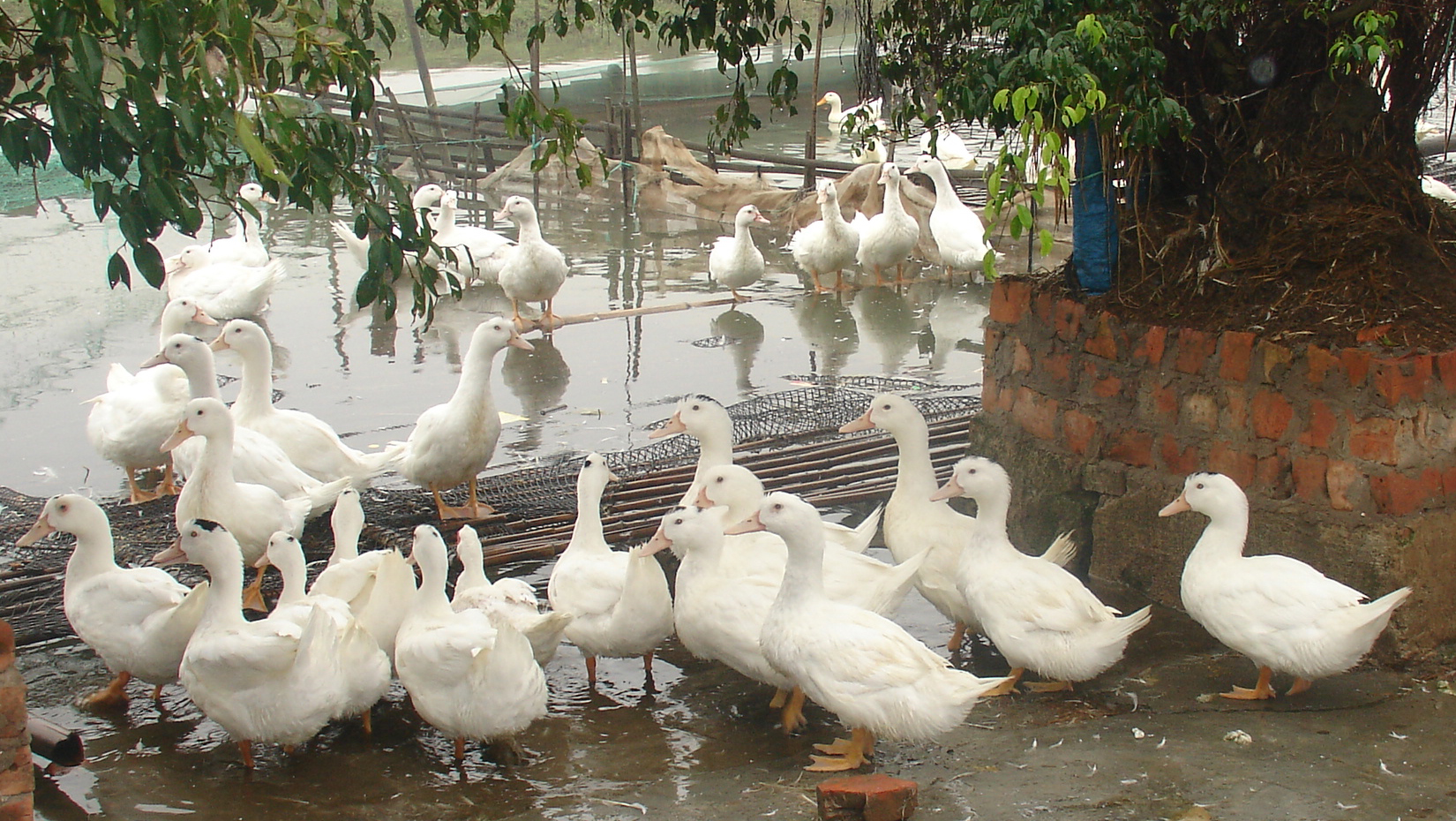
Một đàn con lai ngan vịt

Con lai ngan vịt tuy bất dục nhưng có ưu thế lai siêu trội so với bố, mẹ; cho năng suất, chất lượng cao. Con lai ngan vịt nhanh lớn hơn vịt và ngan, tiêu tốn thức ăn thấp; tuổi giết thịt ngắn hơn ngan và vịt; thịt ngon hơn thịt vịt, trắng hơn thịt ngan, tỷ lệ mỡ thấp; khối lượng con đực và con cái chênh lệch thấp (ở ngan thuần chủng, khối lượng ngan cái bằng 60% ngan đực trong cùng điều kiện và thời gian nuôi).
Thời gian ấp nở của trứng vịt được thụ tinh tinh trùng ngan đực là 32 ngày, trong khi đó thời gian ấp nở của ngan là 35 ngày, của vịt là 28 ngày.

## Chăn nuôi

### Trên thế giới
Trong thực tiễn, con người đã nuôi con lai ngan vịt từ rất lâu. Con giống (ngan lai vịt) được tạo ra chủ yếu bằng phương pháp giao phối tự nhiên khi nuôi chung ngan đực với vịt cái. Giao phối tự nhiên khác loài do ngan giao phối trên cạn, vịt giao phối dưới nước nên có hạn chế là tỷ lệ thụ thai (tỷ lệ trứng có phôi) thấp, đạt 40 – 50%.
Khi công nghệ thụ tinh nhân tạo ở vật nuôi phát triển, một số quốc gia như Pháp, Đài Loan, Trung Quốc, Thái Lan đã nghiên cứu và ứng dụng thụ tinh nhân tạo vào sản xuất con giống lai giữa ngan và vịt. Áp dụng thụ tinh nhân tạo giúp nâng tỷ lệ thụ thai từ 50% lên 84%, hệ số nhân giống nhanh, hạn chế sự lây lan dịch bệnh cho quần thể.
Tại Pháp, nhà khoa học B. Retailleau thuộc hãng Grimaud Freres đã thực hiện 17 cuộc thử nghiệm nuôi vỗ báo cưỡng bức lấy gan với vịt Bắc Kinh, ngan và con lai Muler giữa chúng. Khi nuôi thực nghiệm trong điều kiện thích hợp với từng loại (vịt, ngan và con lai), kết quả thử nghiệm và khảo sát cho thấy con lai Muler đạt năng suất thịt lườn cao 17,37% so với khối lượng cơ thể khi chưa mổ ở 84 ngày tuổi (84% thịt lườn được cấu thành từ cơ); lượng mỡ bụng ít 0,64%. Ngoài ra, hãng Grimaud sau hàng chục năm nghiên cứu đến nay đã tạo ra dòng ngan và vịt (M14, M15) có năng suất thịt trứng cao khi áp dụng công nghệ thụ tinh nhân tạo để sản xuất con lai Muler có màu sắc, năng suất chất lượng phù hợp với thị hiếu người tiêu dùng.
Tại Đức, thụ tinh nhân tạo đối với thủy cầm được áp dụng từ những năm 60 của thế kỷ XX và hiện nay đang được áp dụng rộng rãi, đặc biệt là sản xuất con lai ngan vịt.
Tại Thái Lan, năm 1999 Narin Thongwittaya cho biết 1 kg thịt con lai Muler có giá trị kinh tế cao gấp 1,5 lần so với 1 kg thịt vịt.

### Ở Việt Nam

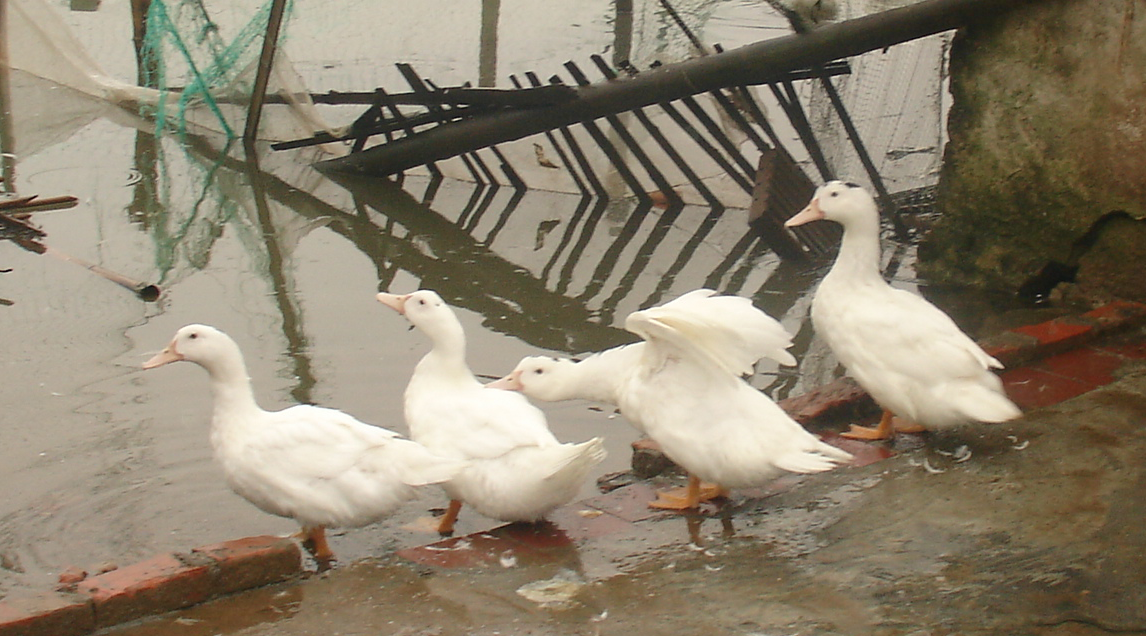
Ngan lai vịt

Việt Nam đã nghiên cứu tạo ra con lai ngan vịt bằng phương pháp thụ tinh nhân tạo từ rất sớm. Năm 1986, Nguyễn Tấn Anh và Lương Tất Nhợ đã nghiên cứu thụ tinh nhân tạo giữa ngan nội với vịt Bầu và Anh Đào, kết quả cho thấy con lai có sức sống cao, tăng trọng nhanh song tỷ lệ ấp nở còn thấp.
Năm 2002, Trung tâm nghiên cứu vịt Đại Xuyên đã thành công trong việc lai ngan đực R71 với vịt cái CV-Super-M bằng công nghệ thụ tinh nhân tạo sản xuất con lai thương phẩm nuôi lấy thịt, kết quả: tỷ lệ trứng có phôi đạt 82%; tỷ lệ nở đạt 82 – 85 % so với trứng có phôi; giảm 4 lần chi phí nuôi con đực so với giao phối tự nhiên (Giao phối tự nhiên tỷ lệ đực cái là 1/5; tương ứng với thụ tinh nhân tạo là: 1/20). Con lai Ngan - vịt có những ưu điểm: Khối lượng lúc 10 tuần tuổi: 3,3 – 3,4 kg/con; Tiêu tốn thức ăn 2,7 – 2,9 kg/kg trọng lượng; Tỷ lệ thịt xẻ lúc 10 tuần tuổi đạt 72%; Tỷ lệ mỡ 0,5 % (chỉ tiêu này của vịt và ngan là 0,6 – 0,7%); Tỷ lệ đạm 21%.
Năm 1996, Phạm Văn Trượng, Ngô Văn Vĩnh và Lương Thị Bột đã nghiên cứu lai kinh tế giữa ngan Pháp R31 với vịt CV - Super - M; kết quả con lai có sức sống cao, tỷ lệ nuôi sống đến 63 ngày tuổi đạt 100%; khối lượng cơ thể 63 ngày tuổi đạt 3.330 gram/con trong khi đó khối lượng cơ thể của ngan và vịt thuần chủng tương ứng là 2.363 gram/con và 3.090 gram/con.
Năm 2005, Ngô Văn Vĩnh, Hoàng Thị Lan, Lê Thị Phiên, Nguyễn Đức Trọng nghiên cứu một số yếu tố ảnh hưởng đến tỷ lệ có phôi trong thụ tinh nhân tạo để sản xuất con lai ngan-vịt giữa ngan R71 và vịt CV- Super - M; con lai được sinh ra có sức sống cao (tỷ lệ nuôi sống đến 70 ngày tuổi đạt 100%), nuôi đến 70 ngày tuổi đạt khối lượng 3.320,9 gram/con; tỷ lệ thịt xẻ cao, tỷ lệ thịt có giá trị là thịt lườn và thịt đùi đạt 33,4%. Cùng thời gian này, Nguyễn Văn Hải đã nghiên cứu khả năng sản xuất gan béo từ con lai ngan vịt và các dòng ngan Pháp (R51, R71, siêu nặng) nuôi ở điều kiện khí hậu mùa hè miền Bắc Việt Nam; kết quả cho thấy khi muốn sản xuất gan béo cho năng suất cao thì phải nuôi con lai ngan vịt hoặc đối với ngan thuần phải chọn đúng dòng ngan R71, và có thể sản xuất gan béo ngay tại điều kiện khí hậu mùa hè.
Năm 2006, con lai giữa ngan R71 và vịt M14 được sản xuất bằng công nghệ thụ tinh nhân tạo có tỷ lệ nuôi sống đạt cao 100%; khối lượng cơ thể đạt 3.601,3 gram/con ở 10 tuần tuổi với tiêu tốn thức ăn/kg tăng trọng là 2,90 kg.